# Brooklyn Robins Dry Dock
A Brooklyn Robins Dry Dock, egy megszűnt amerikai labdarúgócsapat New York városából. A Todd Pacific hajógyár által szponzorált együttes a NAFBL tagja volt, de a liga megszűnésével, a klub is lezárta további pályafutását.

## Története
Brooklyn legnevesebb hajógyára, dolgozói közbenjárásával alapította a csapatot, mely a kikötő nevét viselte. 1918-ban, az első világháborús katonai sorkötelezettségek miatt a NAFBL mezőnye alaposan lecsökkent. A liga, hogy versenyképes maradjon, az újonnan alapított Robins Dry Dock együttesét kérte fel a bajnokságban való részvételre.
A csapat, ugyan nem nem tartozott az élcsapatok közé, első igazi szenzációját az 1920-as kupa negyeddöntőjében, a hosszabbítás után legyőzött Bethlehem Steel ellen érte el.
A következő, 1921-es kiírásban, már esélyesként indulhatott és veretlenül jutott a döntőbe, ahol a  St. Louis Scullin Steel elleni 4-2-es győzelemmel, megnyerték a nemzeti kupát.
Egy évvel később azonban egyesültek a Tebo Yacht Basin csapatával és felvették a Todd Shipyards nevet, ami a klub megszűnését is jelentette.

## Sikerei
- 1-szeres National Challenge Cup győztes: 1921

## Híres játékosok
| # |     | Poszt | Név              |
| - | --- | ----- | ---------------- |
|   | USA | K     | Peter Renzulli   |
|   | USA | V     | James Robertson  |
|   |     | V     | Brownlee         |
|   |     | V     | Peat             |
|   | USA | V     | Neil Clarke      |
|   |     | V     | Lance            |
|   | SCO | V     | George McKelvey  |
|   |     | V     | Sundber          |
|   | ENG | V     | Fred Beardsworth |
|   |     | KP    | Garside          |
|   |     | KP    | Maguire          |
|   | SCO | KP    | Johnny McGuire   |
|   | USA | CS    | Harry Ratican    |
|   |     | CS    | Miller           |
|   | USA | CS    | Harry Shanholt   |
|   | SCO | CS    | Robert Hosie     |
|   | SCO | CS    | Peter Sweeney    |